# 福山市一家3人殺害事件
福山市一家3人殺害事件（ふくやましいっかさんにんさつがいじけん）とは1988年（昭和63年）6月12日朝に広島県福山市瀬戸町で発生した殺人事件。

## 概要
加害者の男U（事件当時57歳：大阪刑務所内での殺人など多数の前科あり）は、同居していた女性・甲（当時80歳）がいなくなったことから「別れ話を仲裁していた甲の娘婿A（食堂経営者男性・当時56歳）たちのせいだ」と逆恨みし、経営者Aとその母C・妻Bの計3人を刺殺した。
刑事裁判で被告人Uは殺人・殺人予備・銃砲刀剣類所持等取締法（銃刀法）違反の罪に問われた。公判ではUの刑事責任能力が争点となり、第一審・控訴審で計4回にわたり精神鑑定が行われた。結局、第一審（広島地裁福山支部）および控訴審（広島高裁）は「被告人Uは完全な責任能力を有していた」と認定し、いずれも被告人Uに死刑判決を言い渡したが、被告人Uは上告中に心神喪失状態になり、最高裁から公判手続を停止する決定が出された直後に収監先・広島拘置所内で病死した。このため、最高裁は2004年9月8日付で公訴棄却の決定を出した。

## 加害者・被害者

### 加害者・元被告人U
本事件の主犯格である男U・K（事件当時57歳）は1931年（昭和6年）4月7日に大阪府中河内郡柏原町（現：柏原市）で生まれた。被告人として起訴された加害者Kは一・二審で死刑判決を受けて最高裁判所へ上告し、広島拘置所（広島県広島市中区）に収監されていたが、2004年（平成16年）7月22日に広島市中区内の病院で死亡した（73歳没）。
Uは韓国籍（在日韓国・朝鮮人）で、養豚・養鶏業を営んでいた父の長男（第2子）として出生したが、幼少時から乱暴を働いては父親から暴力的な制裁を受けていた。6歳のころには一時韓国の叔父の許に預けられ、帰国後に地元の国民学校へ入学したが、学業を嫌い1年で登校しなくなった。実父母方に戻って家業を手伝ったりしたが、厳しい父親との間がうまくいかずに家を飛び出して不良仲間と交わり、次第に非行に走るようになった。
1949年（昭和24年）6月に大阪簡易裁判所で窃盗罪により懲役1年6月・執行猶予3年の刑に処されたことを始めとして、同年ごろ - 1987年（昭和62年）ごろまでの間に窃盗・傷害・恐喝・強盗未遂などの犯罪を繰り返し、本事件で逮捕・起訴されるまでに前科20犯（懲役刑15回・罰金刑5回）で、服役期間は通算20年（宣告刑の合計は27年あまり）だった。特に、大阪刑務所で服役していた1955年（昭和30年）には口論になった受刑者の頭部を天秤棒で殴打し、その受刑者を脳挫傷により死亡させ、看守も殴打して負傷させる事件を起こし、翌1956年（昭和31年）11月には殺人・公務執行妨害などの罪で懲役8年の刑に処されていた。服役していない間は一時沖仲仕として働いたことはあるが、ほとんど正業には就かず、賭博（サイ本引きなど）で生活の糧を得ていた。また、父親が死亡してからは家業の養豚・養鶏業を継承したが、使用人をうまく使うことができずに事業を手放し、その際に手に入れた約240万円は博打により、短期間で費消した。
1985年（昭和60年）11月に最後の服役を終えて刑務所を出所したが、当時は弟・姉妹との間も疎遠となっており、単身で大阪市都島区内のアパートに居住し、それまでと同様に賭博を主な生活手段としていた。

### 被害者家族
事件現場：広島県福山市瀬戸町大字長和1413番地・食堂「こぐま」
本事件で死亡した被害者3人は食堂経営者の男性A（Cの息子・Bの夫 / 56歳没）とその妻B（54歳没）・Aの実母C（Bの義母・77歳没）である。
加害者Uと同居していた女性甲（Bの実母・Aの義母 / 事件当時80歳）は1932年（昭和7年）ごろに男性乙（後に死別）と結婚し、1933年（昭和8年）11月22日に長女Bを、1943年（昭和18年）2月7日に次女Dをそれぞれ出産した。男性Aは甲の長女Bと結婚後に甲の姓を称し、福山市内でスタンドバー・クラブを経営したが、1979年（昭和54年）8月ごろから福山市瀬戸町内のクラブ従業員寮を自宅兼店舗に改築し、飲食店（「こぐま」）を経営するようになった。なお、Aの実母Cは夫と死別後、飲食店の隣に住んでいた次男（Aの弟）と同居していた。
甲・乙夫婦は乙が熊本県熊本市内の勤務先を定年退職すると、1967年（昭和42年）ごろに福山市へ移住し、前述の寮で娘夫婦と同居したが、娘B夫婦がこれを改築して飲食店を開店したことを機に別居し、1982年（昭和57年）11月11日に夫乙が病没してからは甲がアパートで1人暮らししていた。甲は1987年（昭和62年）1月時点で80歳だったが、近所に住んでいた次女Dが時々家事の面倒を見る程度で、独居生活に支障はなく、外見上はその年齢よりかなり若く見られがちだった。またA・B夫婦は福山市内に住む中国人留学生の面倒をみるなど、世話好きな性格だった。

## 事件前の経緯

### 被告人Uと女性甲の関係
1987年（昭和62年）1月14日ごろ、甲は当時足繁く通っていた大衆演劇場「第一劇場」（福山市東町）で、かつて下足番をしていた男性やその知人女性とともに泊まりがけで大阪へ芝居見物に出かけ、その翌日に男性の紹介で初めて男Uを知った。甲は同日夜に所持金を盗まれてしまったが、Uから宿の世話をされ、翌日には大阪から福山まで送り届けてもらったことからUに好感を持った。その後も連絡を取り合って上阪すると、Uが住んでいたアパートに泊まって芝居見物などをするうちに、情交関係を結ぶに至った。やがて甲はUを福山に呼んで一緒に暮らすことを望むようになり、Uもその誘いに応じたため、1987年2月中旬ごろから同居生活を開始したが、間もなく甲の2人の娘（長女B・次女D）はともにそれを知って反対した。Bと妹は母・甲を説得しようと、1987年2月25日ごろに「こぐま」にて4人で話し合い、2人とも「どうしても別れないなら親子の縁を切るし、今のアパートから出てもらう」などと迫ったが、甲は「Uに面倒を見てもらう」と拒否し、Uも「甲の気持ち次第」との態度を示したため、話し合いは物別れした。
1987年6月初め、Uと甲は福山市大門町内のアパートに転居した。同棲開始当初、Uは甲の身の回りの世話をするだけでなく、甲と男女の関係もあったが、間もなく甲の実年齢がわかってからはむしろ甲に母性を感じつつ、同居生活中に甲の掃除・洗濯・買い物・縫物など家事のほか、入浴・洗髪・手足の爪切りなど世話に務めていた。また、甲も娘2人（B・D姉妹）について、Uに対し「開店資金・経営資金をB・A夫婦に用立ててやったのに全く返してもらえない」「亡夫乙の墓を建造する際には自分が多くの資金を負担したのに、無断で『A建立』と刻まれた」「Dは夫の言いなりで娘としての務めを果たしてくれない」などといった不満を日常的に語り聞かせていた。
しかしその一方、甲はまったく職に就こうとしないUを疎ましく思い、次第に同居生活に飽きが出ると「Uと別れたい」と考えることもあった。1987年7月下旬、甲は「しばらく家出すれば、Uも同居を諦めて大阪に帰るかもしれない」と思いつき、家主に30万円をUに渡すよう託してUに無断で家出し、熊本県山鹿市に住む親戚宅に身を寄せたが、10日ほどして福山に戻り「第一劇場」に行ったところをUに見つかり、大門町のアパートに連れ戻された。

### 犯行を決意するまで
Uは1988年（昭和63年）1月ごろからパチンコ店へ頻繁に出入りするようになり、しばしばその資金を甲に出させていたほか、甲から見て得体のしれない男をアパートに連れ帰って止めたり、時には同衾していることがあった。そのため、甲はUに嫌気が差すことが多くなり「Uと別れたい」という気持ちを強めていったが、「正面から別れ話を持ち出しても到底聞き入れてもらえないどころか、逆に激昂させてしまうかもしれない」と懸念したため、穏便に別れられる方策を思索するようになった。その1つとしてかつて大阪に同行し、Uが気に入っていた知人女性にUの関心を向けさせることで、自分への執着を逸らさせることを思い立ち、1988年3月下旬にはその知人女性を呼び寄せてUと3人で同居生活を始めたが、約10日後に女性が広島へ逃げ帰ってしまったため失敗した。一方で甲は、次女Dに対しても「Uと別れたい」と訴えて助力を求めた。Dはかつて甲が自分たちの強い反対を押し切ってUと同居したため、当初はその頼みを相手にしなかったが、次第に切実な訴えを聞き入れてやむなく協力する気持ちを固め、別れるための方策を相談するようになった。
1988年5月12日ごろ、甲は「まもなく亡夫乙の7回忌が来るから、夫の実兄（甲の義兄）が墓参りに訪れてアパートに滞在する」という架空の事柄を告げ、Uを一時的に大阪に帰らせ、その不在中に転居して姿を隠す方法を思いついた。甲はその計画をDと協議した上で「6月4日に転居する」と定めて実行に移し、「義兄がアパートに来る」という趣旨をUに話して「6月4日から2，3日留守にしてほしい」と頼んで信じ込ませた。また、Dも母甲の転居先を探して手配したほか、後にUが嘘だと気づいた際に亡父乙の実兄（伯父）にまで迷惑が及ぶことも防ぐため「神奈川県横浜市在住の『○○』という架空の人物（女性）が甲を連れ去った」とする偽装工作を行った。
1988年6月4日朝、甲はUに大阪行きの旅費・小遣いとして20万円を渡した上で西日本旅客鉄道（JR西日本）福山駅から大阪へ送り出し、大門町のアパート内には「○○子」の名義で「自分と夫・友人らが甲を横浜へ連れて行って世話をする」との趣旨の置き手紙を残し、同日夕方には家財道具とともに転居先の借家に入居した。しかしUは同日夜 - 翌日（1988年6月5日）朝に何度も大阪から大門町のアパートへ電話しても通じなかったため、不審に思って急いで大阪からアパートへ戻った。すると室内が全く空になっていたため、置き手紙を隣人らに読んでもらい、初めて「乙の実兄がアパートに滞在する」という話が作り事だったことを知った。同時に「『○○子』夫婦とその友人らが計画的に自分を騙して甲を連れ去った」と思い込んだため、Uは様々な手で甲と横浜の「○○子」なる人物の所在を探そうとしたが、各方面を訪ね歩いても全く手掛かりは得られなかった。また、その行動中にも文字の読み書きができないため十分な説明ができず、惨めな思いをさせられることが再三あった。
そのため、Uは甲を連れ帰った「○○子」夫婦とその友人数名や、自分との面談を拒んでひたすら追い返そうとしたB・A夫婦およびDに対し、激しい憎悪の念を募らせ、最終的には「彼ら全員を殺害して恨みを晴らそう」と考えるようになった。しかし「○○子」夫婦とその友人らは手を尽くしても所在を把握できないためひとまず除外し、「B・A夫婦とDを殺害する以外にない」と決意した。

### 犯行計画
1988年6月7日昼ごろ、Uは福山市霞町内の金物店で「折れない包丁をくれ」と何度も念押しして、極めて鋭利な出刃包丁（「牛刀」・刃体の長さ約24 cm）を代金14,000円で購入した。さらに「犯行発覚後、自分がどのような心境で犯行に走っておくか明らかにしておこう」と考え、福山駅付近で知り合った男に謝礼を与え、同日夜に福山市内のホテルで「甲と知り合ってからの経過」「甲が姿を隠した状況」「現在の自分の心境や犯行決意」などを口授して書き取らせ、メモ紙6枚に及ぶ文書（昭和63年押第29号の9）を作成させた。
その一方で、Uは長女B夫婦・Dの拒否的な態度から「自分自身がB・Dたちに面会を求めても、警戒されて不可能だ」と考えたため「第三者を利用してB・Dたちを呼び出し、殺害を実行しよう」と計画し、その役を務めてくれそうな人物を探した。その結果、6月9日に福山駅周辺で浮浪（ホームレス）生活をしていたXと、翌10日には同じくYと出会い、2人に酒・食事をおごって以降自身と行動を共にさせ、10日夜には市内のビジネスホテルに3人で宿泊した。その間、UはX・Yに対し「甲との生活・甲が姿を消した経緯」「自分に対するB・A夫婦やDの態度」などを語り続け、2人に「Bらへの報復に助力してほしい。その見返りにそれぞれ50万円ずつ報酬を与える」と約束。X・Yは2人ともその報酬に釣られ、「UがB・Dらに危害を加える」ことを認識した上で、呼び出し役として助力することを承諾した。UはホテルでX・Yに対し「こぐま」およびD宅の出入り口を開けさせるため、口上を教えて練習させたほか、1988年6月11日夕方にはサウナバス（福山市伏見町）にて「翌12日に計画を実行する」とX・Yに告げ、再度B夫婦・Dを呼び出すための口実を考えて2人に教え込み、その練習を行わせるなどした。その際に話し合われた実行手段は「タクシーでまずD宅に赴き、Xが『○○子』の夫を装ってDを呼び出し、UがDに危害を加える。その間にYが『こぐま』へすぐ移動できるようタクシーを確保しておき、次いで『こぐま』へ移動した際にはX・Yが『こぐま』への弁当注文の客を装ってB・A夫婦に玄関を開けさせ、Uが店内に入り夫婦らに危害を加える」というものだった。

## 事件発生
1988年（昭和63年）6月12日6時30分ごろ、U・X・Yの3人はサウナバスの宿泊室を出て、付近のうどん屋で朝食を摂り、7時ごろに福山駅へ向かった。Uは福山駅構内のコインロッカーから出刃包丁を入れた買い物袋（昭和63年押第29号の8）を取り出し、7時10分ごろに福山駅裏のタクシー乗り場に呼んでおいたタクシーに3人で乗車した。そして運転手に「まず大門町方面に向かい、次いで瀬戸町方面に行ってくれ」と命じ、7時25分ごろに大門駅（JR西日本・山陽本線）西一番ガードの南側付近に差し掛かったところで停車させ、Yにその場でタクシーを待機させておくように指示した上で買い物袋を持ち、Xとともに降車した。
Uは甲の次女Dを殺害するため、同日7時25分ごろにD宅（福山市大門町）付近道路で出刃包丁1本を携帯し、Xの呼び出しに応じてDが門扉を開けてくるところを待ち受け、Dを殺害する機会を窺い、殺人を予備した（殺人予備罪）。しかしDはXの来訪を怪しんで門扉を開けなかったため、UはDの殺害を断念した。
その後、UはXとともにタクシーへ戻って瀬戸町方面へ向かうことを決め、タクシー運転手に命じて「こぐま」へ向かわせ、8時15分ごろに同店付近へ至った。まずX・Yが弁当注文客を装って夫（甲の娘婿）Aに玄関ガラス戸を開けさせ、店内で架空の注文をしていたところ、Uが出刃包丁の入った買い物袋を持って店内に入った。UはAに対し「お母さん（甲）から連絡はないか」などと普通に話したり、Xらに店外に出るように目・顔で合図したりしたが、Xらが店外に出ると店内のバーでA・B夫婦の甲に対する対応を激しく罵った上、自分の弟の氏名・経営する会社などをAに書かせたりした。その際、バーにAの実母Cが入ってきたため、UはCに対し先に要件を済ますよう言ったが、Aは「Uの方が先だ」という趣旨の発言をした。
Uはその場で出刃包丁を買い物袋から取り出し、殺意を有した上で突然Aの右頸部を一突きし、次いで悲鳴を上げて逃げようとしたAの胸部・右横腹を力任せに突き刺した。その直後、居合わせたCがUを制止しようとUにしがみついた。Uは「邪魔するな」と叫んでCを2，3回突き飛ばしたり、Cの腹の辺りを力を入れずに突いたりしたが、CはさらにUにしがみつき、出刃包丁を取り上げようとした。そのため、UはCに対しても殺意を抱き、店内厨房でCの左腋窩部・顔面・腹部などを出刃包丁で突き刺したり切りつけたりした。そして同店2階からB（Aの妻）が階段を下りてきたため、UはBに対しても殺意を有した上で、階段途中にてBを出刃包丁で襲い、正面下方から突き上げるように頸部を突き刺した。以上の殺害行為により、Uは甲の娘婿Aとその妻（甲の長女）B・Aの実母Cの計3人を殺害した（殺人罪：死因はいずれも失血死）。死亡場所は以下の通り。
- A - 同店北側の農道上[注 34][28]
- B - 店内内階段付近で死亡[29]
- C - 店内内階段下付近で死亡[29]

また、Uは以上の犯行日時・場所にて、業務など正当な理由なく凶器の出刃包丁1本を携帯した（銃砲刀剣類所持等取締法違反）。犯行後、UはX・Yが先に乗り込んで待っていた前述のタクシーに乗車して現場から逃走し、走行中のタクシー車内でX・Yに対し、血液が付着した出刃包丁を見せたりしたが、後述のように自ら公衆電話で広島県警察に「自分たちがやった」と自ら通報して逮捕されるに至った。

### 事件発覚
犯行時、A宅の玄関に面した南側の水田で田植えをしていた男性がタクシーに乗車してA宅から立ち去るUら3人を目撃していたほか、A宅西側で農作業をしていた別の男性が頭から血を流して北側の路地へ転がり出てきたAを目撃した。近隣住民が110番通報したが、3人とも出血多量により間もなく死亡した。
事件発生直後（8時40分ごろ）、福山東警察署（広島県警）は福山市消防局消防本部からの通報を受けて殺人事件発生を把握し、直ちに現場へ赴いて犯人の探索に着手したほか、県警は殺人事件として福山西警察署に捜査本部を設置した。一方、加害者Uは犯行後にタクシーで逃走していたが、運転手に停車を命じて付近の公衆電話（福山市曙町二丁目）からXに電話を掛けさせ、自ら110番通報（自首）した。電話を受信した広島県警察本部警邏部通信指令課巡査部長に対し、Uは通称を名乗って「犯行の責任は取る。Dや『○○子』を警察に呼んでくれたら出頭する」などと述べ、次いでタクシー運転手に電話を替わり、自分たちの現在の居場所を告げさせた。9時30分ごろ、Uは県警本部通信指令室の指令を受けて同所に急行した福山東署配属の巡査部長2人から職務質問を受け、「自分が3人を殺した。計画を立ててやった。逃げも隠れもしない。刺した（凶器の）包丁はそこのタクシーの座席の袋にある」と述べ、同日10時30分ごろに福山西署へ任意同行され、同日17時15分に同署で緊急逮捕された。
福山西署は6月14日、主犯Uを殺人・銃刀法違反容疑で、従犯X・Yを殺人容疑で、それぞれ広島地方検察庁福山支部へ送検した。送検時、Uは報道陣に向かい「1年間もおばあちゃん（甲）の面倒を見てやったのに、（Aたちに）コケにされた。計画的にやった」「大きく載せろよ」と大声で呼び掛けていた。
広島地検福山支部は同年7月3日、Uを殺人・殺人予備・銃刀法違反（刀剣不法所持）の罪で、X・Yの両名を殺人幇助・殺人予備の罪で、それぞれ起訴した。その後、X・Yの2人は傷害致死幇助罪で実刑判決が確定し、服役した。

## 刑事裁判

### 精神鑑定
広島地方裁判所福山支部にて開かれた公判で、弁護人は「被告人Uは中等度の知能障害を有する精神薄弱者であり、かつ爆発性の異常性格者だ。本件各犯行当時は知能障害のため心神耗弱状態だった」と主張した。同地裁支部は被告人Uの精神状態を調べるため、弁護人・検察官の両者からそれぞれ出された精神鑑定の申請を採用し、鑑定人（庄盛敦子・浅尾博一）にそれぞれ鑑定を命じて各鑑定書を提出させ、両鑑定人を証人として尋問した。
また控訴審でも、広島高等裁判所は被告人Uの責任能力を調べるため、保崎秀夫・斎藤正彦にそれぞれ命じ、計2回にわたる精神鑑定を実施した。その結果、以下の鑑定結果が示された。
| 審級・鑑定人      | 知能程度                                                        | 鑑定結果概要 | 責任能力に関する結論 |
| ----------------- | --------------------------------------------------------------- | --- | --- |
| 第一審・ 庄盛敦子 | 中等度の知能障害 （痴愚、知能指数25 - 50程度）                  | 脳のCT検査では異常所見は認められず、脳波検査や神経学的検査でも脳の器質性・機能性などの異常は認められなかった。 精神年齢は8，9歳程度で、被告人Uは長年経験した分野（博打や犯罪の計画・実行）においては常人以上の能力もあるかもしれないが、性格面では攻撃性・衝動性・支配性が強く見られる一方で内省的な面が欠如しており、爆発性異常性格と認められる。 | 異常性格・知能障害のために是非善悪を判断し、それに従い行動する能力を著しく減した状態（＝限定された責任能力しかない状態）だった。                                 |
| 第一審・ 浅尾博一 | 50 - 51程度の軽愚 （＝軽度の精神薄弱）                          | 知能年齢は8歳 - 8歳2か月だが、生活能力や社会生活への適応性などを総合して判断すると知能能力は軽愚者の中では高い程度（正常に近い部類）に入ると考えられる。 性格面では「些細な原因で激昂し、突然暴力的な反応を起こす爆発的性格、かつ回りくどく迂遠な粘着的性格」と認められる。 脳波検査やCT検査は被告人が「受診済み」として拒否したが、神経学的検査では異常は認められない。 | 爆発的性格から行為抑制能力が幾分欠けていたかもしれないが、著しく減退していた（＝心神耗弱状態だった）とはいえず、是非善悪を弁別する能力は有している。             |
| 控訴審・ 保崎秀夫 | 言語性知能指数 - 55 動作性知能指数 - 45以下 全検査知能指数 - 48 | 脳波検査・頭部CT検査とも異常所見は認められず、精神病的症状も認められない。 知能程度の判断は知能指数だけでなく性格・日常行動など全体から判断すべきで、それらを総合すると「軽愚」程度の知能低下と考えられ、背景となる器質的障害は認められない。 性格傾向として「カッとしやすく、短絡的な行動を起こしやすい」傾向や執拗さ・粘着傾向が認められ、性格にもかなり偏りがある。善悪を判断しそれに従って行動する能力は特に性格面において問題であるが、著しい程度ではない。 | 犯行前の「Uに対し特別に計画された状況下」では、善悪を判断しそれに従って行動する能力は著しく障害されていた状態と考えられる。                                      |
| 控訴審・ 斎藤正彦 | 言語性知能指数 - 58 動作性知能指数 - 50                         | 頭部CT検査・脳波検査の結果によれば精神発達遅滞および性格変化と関連した粗大な器質的変化は認められず、てんかんなど一過性の意識障害を来しうる疾患も認められない。 面接検査結果・それまでの生活歴などから幻覚・妄想などの病的体験は認められず、精神分裂病など精神病に罹患している可能性もない。 知能障害は日常家庭生活を妨げる程度ではなく、Uは社会生活行動においても一定の能力を持っていた。経験的に学んだ事柄にはかなり抽象的な概念でも理解でき、そうした考えに従って自分を律することができることを考慮すれば知的能力は「軽度精神発達遅滞」と診断される。 性格面では衝動性・攻撃性や執拗さなどの行動特徴が認められるが、保護的な環境下では十分に情動の安定を保つことができ、感情が高ぶっても必要に応じて自制できることを考慮すれば「性格異常」「反社会的人格障害」などの診断を加える必要はない。 | 物事の是非善悪を弁別する基本的能力は備えているが、犯行の動機形成には知能だけでなく性格傾向・心理的機序を含んだ精神機能の未発達が大きく影響していると考えられる。 |

第一審段階で行われた両鑑定とも被告人Uの性格異常を指摘したが、それを「責任能力を限定すべき要因」とはみなさなかったため、地裁支部判決 (1991) は被告人Uの犯行時の行動を検討した結果「甲の居場所を探す際にはその目的に適った合理的な行動を取り続けていたほか、B夫婦やDの殺害を計画・実行した際にもかなり用心深い行動を取っている。突発的にCを殺害した以外は一貫した強い意志や周到な計画・準備の下で犯行を決行しており、犯行時点でも意識は清明だった。知能障害・異常性格や動機から見て是非善悪の弁別・行動制御の能力が正常人よりやや劣っていたことは否定できないが、それらも著しく劣っていたわけではなく、心神耗弱ではなかった」と事実認定した。
弁護人は控訴審で「庄盛鑑定が『知能障害は中等度だ』とする結論を排斥した根拠は薄弱であり、浅尾鑑定は検査の正確性に問題がある」と指摘したが、控訴審・広島高裁判決 (1998) は「いずれの鑑定からも幻覚・妄想などの病的体験は認められず、精神分裂病などに罹患している可能性もない。被告人Uの知能障害は日常家庭生活を妨げる程度ではなく、知能障害の程度を軽度（軽愚）とした原判断に誤りはない。浅尾鑑定も被告人Uが文盲であることを考慮して行っており正確性に問題はない」と退けた上で、被告人Uの性格面について「被告人Uは（斎藤鑑定が述べるように）実際に犯行に至るまでの間にしばしば追い詰められたり侮辱されたりしていたが、暴力的行為には及ばず一定の自制を働かせていた。爆発的・執着的な性格を知能障害とは別に性格異常を見るか、あるいは（斎藤鑑定が指摘したように）知能障害に付随する性格とみるかは別として、『被告人Uの性格は責任能力に影響を与える程度には至っていない』と認められる」と結論付けた。また被告人Uの犯行前後の行動などから検討して「犯行動機は了解不可能なものではない。犯行時の意識は声明で記憶の混乱もなく、殺害行為の際も（当初から殺害を計画していたA・B夫妻と、当初は殺害するつもりがなかったCとで全く異なる配慮を示している点などから）目的に適った合理的な行動を取っている。それらの点を考慮すれば『是非善悪を弁別し、それに従って行動する能力』は存在し、かつその能力は著しく減退した状態ではなかった（＝完全責任能力を有していた）と認められる」と結論付け、弁護人の「犯行当時、被告人Uは心神喪失もしくは心神耗弱状態だった」とする主張を退けた。

### その他争点
第一審では被告人Uの責任能力に加え、自首の成否も争点となり、弁護人は「被告人Uは犯人が捜査機関に発覚する以前に自ら名乗り出、駆けつけた警察官に対し『逃げも隠れもせん』と言い、訴追・処分を求めたため、自首が成立する」と主張した一方、検察官は「110番通報による申告は警察官と直接対面してなされたものではなく、刑事訴訟法第245条に規定される自首の方式を具備せず、刑法上の自首に該当しない」と主張した。広島地裁福山支部は第一審判決 (1991) で「自首に関しては形式的手続面を重視する必要はない。被告人Uは110番通報で警察官がその場に駆けつけることを当然に予期し、それまで待機する意思を固めた上で電話を掛け、実際にその到着を待ち受けて所轄署への動向に応じたため、110番通報による犯行の申告そのものは自首と認められる」と認定したが、その一方で「自首の目的は『Dや“○○子”との対面の機会を作ってもらい、その機会にDらに危害を加え報復するため』で、自己の行為についての悔悟の念からとは認められない。また3人の生命を奪ってからも、なおDらへの報復の執念を燃やし続けた執拗性・危険性を示す行為で、刑の減軽事由に当たるとは到底解し難い」と判断した。
なお、被告人Uは取り調べ・第一審の公判では特に隠し立てせず詳細な供述をしたほか、被害者のうちAの実母Cに対しては「何の恨みもない老女を巻き添えにしてしまった」と自覚し、反省の言葉を口にした。しかし他の被害者に対してはそのような態度を示さず、「A・B夫婦やDが甲に冷淡な仕打ちをしたり、自分をコケにしたからこうなった」と被害者らを非難したほか、「甲が被害者らの保険金目当てに自分を利用して犯行に至らせた」などと他罰的な供述を繰り返した。また、第12回公判における被告人質問では殺人予備の被害者D（殺害は未遂に終わった）について、「Dも親（甲）を放り出そうとしていたし、よく家に来て甲を突飛ばしたり、散々困らせていたから『どうせならやってしまおう』と思った」と供述した一方、「Dを殺す気はなく、本当に殺す気なら裏口から入ってでも殺せた」と殺意を否定する旨を供述したが、控訴審判決 (1998) では「客観的な状況や被告人Uが捜査段階でDへの殺意を認めることなどに照らして信用できない供述だ」と退けられた。

### 第一審
1991年（平成3年）2月27日に広島地裁福山支部（田川雄三裁判長）で論告求刑公判が開かれ、広島地検福山支部は被告人Uに死刑を求刑した。
1991年6月25日に開かれた判決公判で広島地裁福山支部（田川雄三裁判長）は「被告人Uは犯行時に完全責任能力を有していた」と認定し、被告人Uに求刑通り死刑判決を言い渡した。田川はこの判決に「審理を尽くした」と自信を有してはいたが、「自分たちの判断だけで被告人の命が断たれることは重圧が大きい。高裁の判断を仰いでほしい」と強く考えていたため、判決後には被告人Uに対し「控訴できるから弁護人とよく相談しなさい」と諭した。

### 控訴審
被告人Uと弁護人は判決を不服として広島高等裁判所へ控訴した。控訴審における事実取調べにおいて、被告人Uは心情の変化を示し、被害者3人の人命を奪ったことを真摯に反省して深い謝罪の念を示したが、被害者遺族らに対する慰謝の措置は講じなかった。また、控訴審における被告人質問で、被告人Uは被害者Dへの殺人予備について「Dを殺すつもりはなく、甲の行き先を訊きにXをD宅へ行かせただけだ」「X・Yに対しては『Dを殺す』とは言っておらず『決着をつける』『とどめを刺す』などと言っただけだ。Dへの確定的な殺意はなかった」とも供述した。
加えて、被告人Uの弁護人は量刑面について「自首の成立を認定しながら量刑を軽減しなかった原判決は不当である。本事件は直接的な被害者ではないが甲の態度・行動が誘因になったもので、被害者側にも大きな落ち度があった。被告人Uは殺害した被害者3人への謝罪の念を持つと同時にそれまでの生き方を後悔・反省しており、それらの点に照らすと死刑は重すぎて量刑不当だ」と主張したほか、「死刑は残虐な刑罰を禁止した日本国憲法第36条に違反する」とも主張した。控訴審の公判は、1997年（平成9年）11月11日に結審した。
広島高裁刑事第1部（荒木恒平裁判長）は、1998年（平成10年）2月10日に開かれた控訴審判決公判で、第一審の死刑判決を支持し、被告人Uの控訴を棄却する判決を言い渡した。控訴審判決 (1998) は被害者Dへの殺人予備について、「公判における被告人Uの供述は、信用性の認められるX・Yの各検察官及び警察官調書における供述に反しており、『捜査段階でなぜDへの殺意を認めたか」について合理的な理由を説明していない。出刃包丁を準備していくなどの客観的状況から見ても、Uの供述は不自然で信用できない。被告人UにとってはあくまでDよりもA・B夫婦への犯行が最大の目的であり、それを達するために敢えてD宅へ侵入しなかったことは『Dへの確定的な殺意を抱いていなかったこと』にはならない」と認定して被告人Uの「Dを殺すつもりはなかった」とする主張を退けた。また、「被告人Uが自首した際に抱いていた『Dや○○子を警察に呼んでもらい、彼女らに危害を加えよう』という意図を実現することは、弁護人の所論で指摘されている通り客観的には不可能だが、被告人Nは犯行直後にかなりの興奮状態だったことが認められる。犯行に至る経緯からもDらに激しい怒りを抱いていることが認められ、このような意図を抱いたことが不自然ということはできない」として、自首による酌量減軽を認めなかった第一審の判断を是認。量刑についても、「自分が留守の間に甲がいなくなり、外国人登録証明書など自分の大切な持ち物までなくなっていたことで激しい衝撃を受け、置き手紙から『○○子らが甲を騙して連れて行った』と認識し、自分なりに手を尽くして所在を探してもまったく所在を掴めず、逆にAらから冷淡な態度を取られたことでAらに激しい立腹・憎悪の気持ちを抱いたことは理解できなくもない。しかし殺害されたA・B夫婦はその件に関する直接の当事者ではなく、Cも息子Aを守ろうと被告人Uにしがみついただけで殺意を抱かれる理由はなく、殺害された被害者3人や殺害されそうになった次女Dには何の落ち度もない。犯行動機は極めて短絡的で、確定的な殺意に基づく極端な人命軽視の犯行である」として、弁護人の主張を退けた。その上で「死刑制度が合憲であることは最高裁大法廷による1948年の判例から明らかである」「被告人は殺人を含む前科が多数あり、軽度の知能障害・爆発的な性格のため是非弁別・行動制御能力が通常人より劣っていることや、被害者Cを最初は殺害しようとせず排除を試みたことなどを考慮しても、本件は極刑をもって臨むほかなく、死刑は不当ではない」と結論付けた。
被告人Uの弁護人を務めた足立修一は判決後、不服の意を示し、その後最高裁判所に上告した。

### 上告中に病死
被告人Uは1991年5月（第一審判決前）から広島拘置所に収監されていたが、上告中の2002年（平成14年）11月に同拘置所内で、脳梗塞により寝たきりの状態になり、拘置所内の病室で治療を受けていた。最高裁第三小法廷（金谷利廣裁判長）は2003年（平成15年）10月に被告人Uの精神鑑定実施を決定し、提出された鑑定結果などを踏まえ、2004年（平成16年）7月20日付で「被告人Uは心神喪失状態で訴訟を続けることが不可能である」として、公判手続を停止する決定を出した。
しかし、被告人Uは最高裁決定から2日後となる2004年7月22日（16時10分ごろ）、夕食の牛乳を飲んでいたところ容体が急変し、17時16分に搬送先の病院（広島市中区内）で死亡が確認された（73歳没、死因：急性心不全）。このため、最高裁第三小法廷（金谷利廣裁判長）は2004年9月8日付で公訴棄却の決定を出し、本事件の刑事裁判は確定判決を待たず終結することとなった。